# Lunz am See
Lunz am See è un comune austriaco di 1 794 abitanti nel distretto di Scheibbs, in Bassa Austria; ha lo status di comune mercato (Marktgemeinde).